# گولاکووا شیا
گولاکووا شیا (به لاتین: Golakowa Szyja) یک روستا در لهستان است که در گمینا خاینووکا واقع شده‌است.